# أنجيلا شيلتون
أنجيلا شيلتون (بالإنجليزية: Angela Shelton)‏ هي كاتبة سيناريو ومخرجة أمريكية، ولدت في 5 ديسمبر 1972 في آشفيل في الولايات المتحدة.

## وصلات خارجية
- أنجيلا شيلتون على موقع IMDb (الإنجليزية)
- أنجيلا شيلتون على موقع ألو سيني (الفرنسية)
- أنجيلا شيلتون على موقع أول موفي (الإنجليزية)
- أنجيلا شيلتون على موقع قاعدة بيانات الأفلام السويدية (السويدية)
- أنجيلا شيلتون على موقع قاعدة بيانات الفيلم (الإنجليزية)
- أنجيلا شيلتون على موقع كينوبويسك (الروسية)
- أنجيلا شيلتون على موقع كينوبويسك (الروسية)